# Сан Карло-Каучино (Бјела)
Сан Карло-Каучино је насеље у Италији у округу Бијела, региону Пијемонт.
Према процени из 2011. у насељу је живело 78 становника. Насеље се налази на надморској висини од 567 м.